# 진주 의곡사 불설장수멸죄호제동자다라니경
진주 의곡사 불설장수멸죄호제동자다라니경(晉州 義谷寺 佛說長壽滅罪護諸童子陀羅尼經)은 대한민국 경상남도 진주시에 있는 [불경이다. 2017년 7월 20일 경상남도의 유형문화재 제612호로 지정되었다.

## 지정 사유
｢장수경(長壽經)｣ 은 현세의 죄업(罪業)을 모두 소멸(消滅)하고 장수(長壽)의 법을 설법한 내용으로 계빈국(罽賓國) 사문 불타바리(佛陀波利)가 한역한 경전이다.
주로 국가의 안녕과 주상전하의 장수, 그리고 선조의 극락왕생 및 가정의 화복을 기원하는 공덕의 목적으로 간행되고 있는 대표적 불경으로서, 본서에 임경숙(任慶叔)이 쓴 발문의 간기를 통해 1435년에 간행한 것으로 추정되는 유일한 판본으로 귀중한 가치를 지니고 있다고 판단되며. 권말에 각수 및 화주질에 대한 내용을 알 수 있는 기록들이 남아 있고 보관상태도 양호한 책이다.
또한 ｢父母恩重經｣과 함께 간행된 것으로 확인되어 조선전기의 불교 판본학과 서지학 분야의 연구에 중요한 자료이다.

## 참고 문헌
- 진주 의곡사 불설장수멸죄호제동자다라니경 - 국가유산청 국가유산포털